# 宇都宮高等農林学校
| 宇都宮高等農林学校 （宇都宮高農） | 宇都宮高等農林学校 （宇都宮高農） |
| --------------------------------- | --------------------------------- |
| 創立                              | 1922年                            |
| 所在地                            | 栃木県平石村 （現・宇都宮市）     |
| 初代校長                          | 佐藤義長                          |
| 廃止                              | 1951年                            |
| 後身校                            | 宇都宮大学                        |
| 同窓会                            | 宇都宮大学農学部 峰ヶ丘同窓会     |

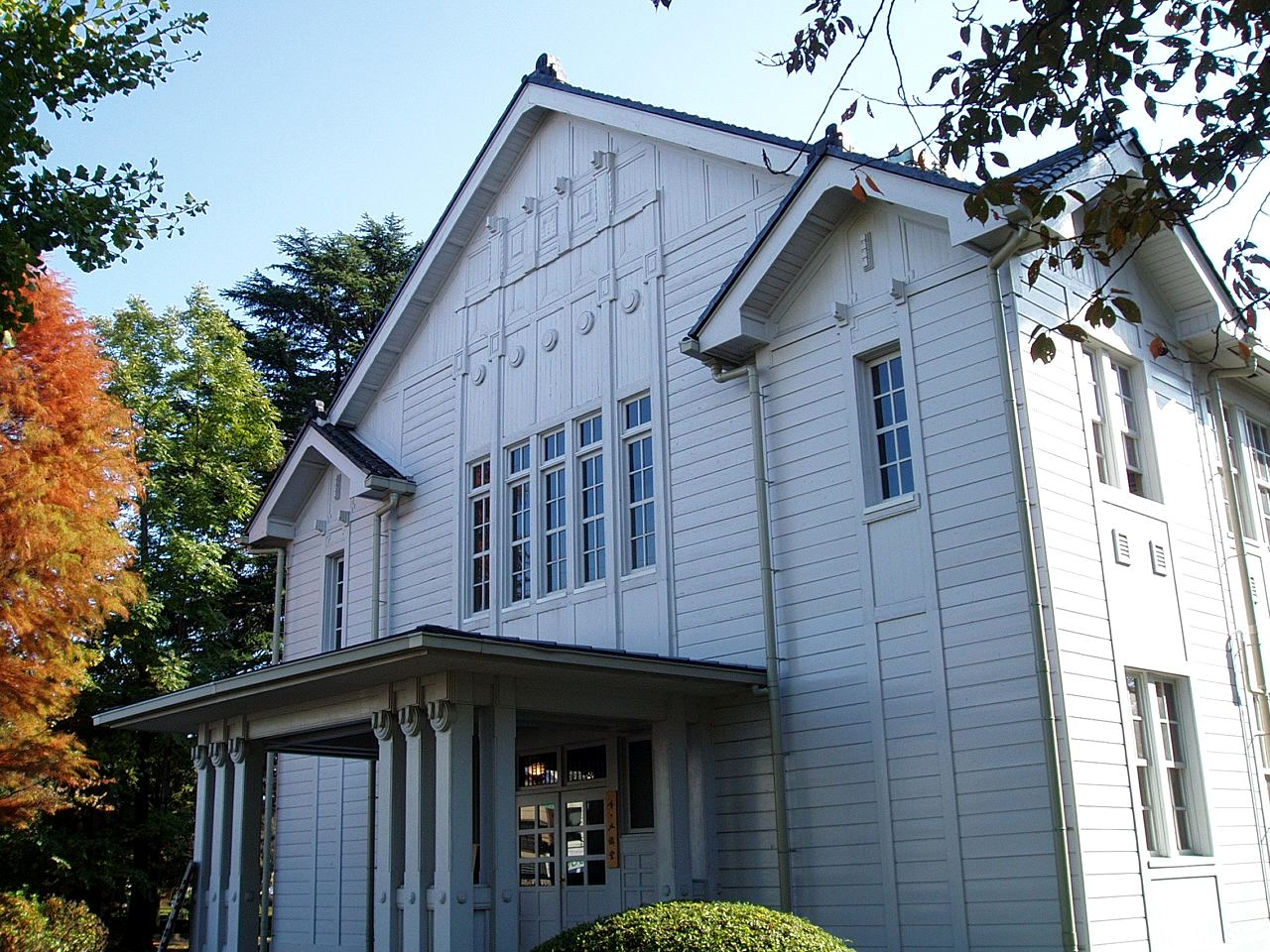
宇都宮大学峰ヶ丘講堂（旧・宇都宮高等農林学校講堂）。2009年改修

宇都宮高等農林学校 （うつのみやこうとうのうりんがっこう） とは、1922年 （大正11年） に設立された官立旧制専門学校。

## 概要
- 大正時代中期 （1920年頃） の官立高等教育機関増設政策で設立された高等農林学校の一つ。特色として第二外国語がドイツ語のほかに中国語、ロシア語、スペイン語の選択を可能としたが、こうした措置は他校には見られない。
- 創立時は、本科に農学科・林学科・農政経済学科の 3科を設置した。農政経済学科を 置いたことがこの学校の大きな特色となり、林学科なども経済学や経理学優先の教育方針が立てられる。当時の林学科でこうした科目を重視した学校はほかにない（後に獣医学科・農業土木科・農芸化学科を増設）。
- 学校の設立時、農商務省山林局は官有林の演習林無償移管を拒否。このため有償で取得したため1937年まで演習林がない状態であった。以後の農林学校創設でも同様の事態が適用されている。
- 第二次世界大戦中に宇都宮農林専門学校 （略称： 宇都宮農専） と改称された。
- 戦後、単科大学昇格運動を展開、同窓会が中心となり当時の校長解任さわぎにまでなったが、学制改革の11原則通達で単科大学化できず、1949年農・学芸学部創設の新制宇都宮大学に包括され、農学部となった。
- 同窓会は 「宇都宮大学農学部峰ヶ丘同窓会」 と称し、旧制・新制合同の会である。

## 沿革

### 宇都宮高等農林学校時代

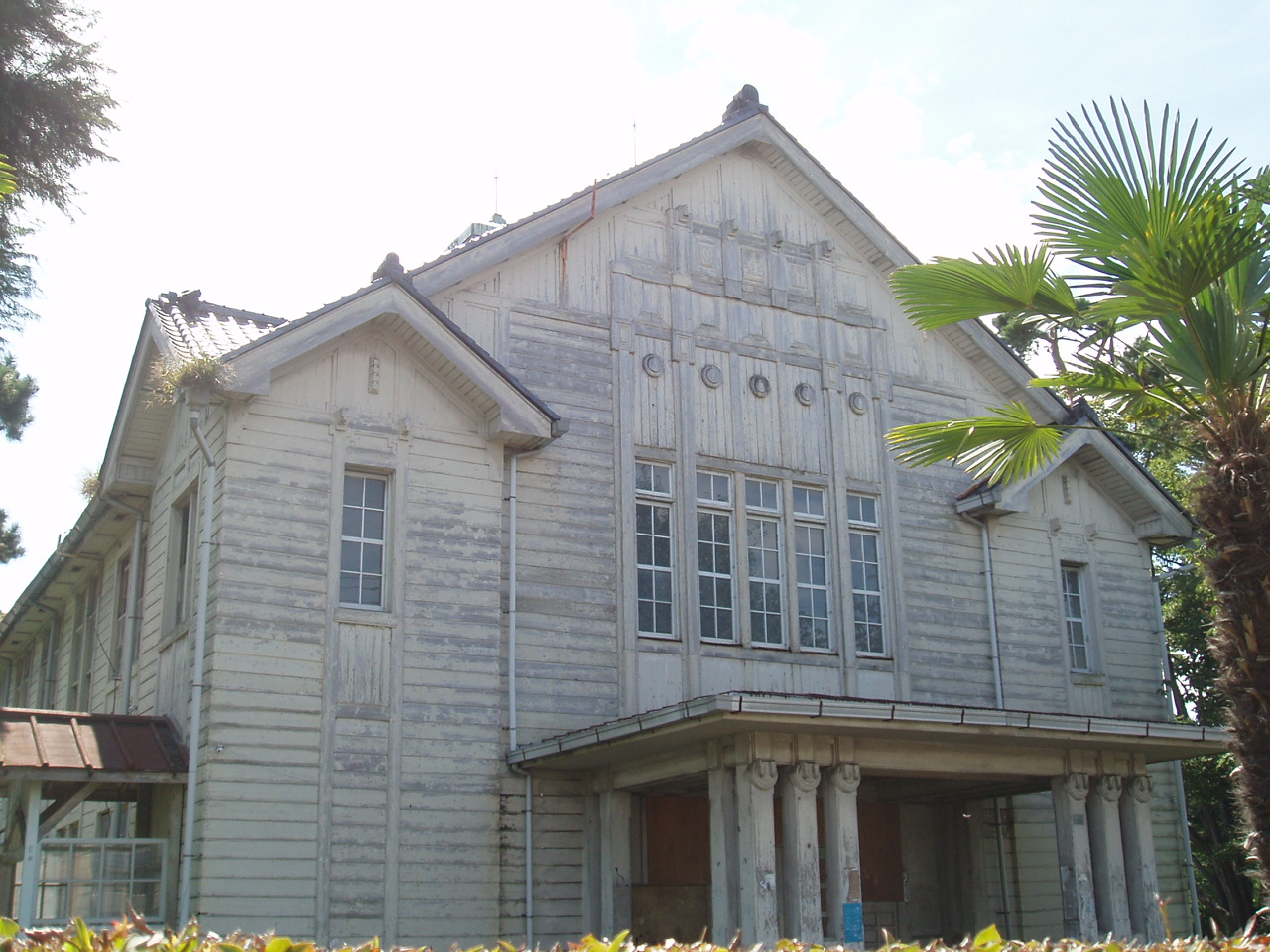
旧講堂 別角度より。2009年に改修される前の姿

- 1922年10月20日： 勅令第441号により文部省直轄諸学校官制改正、宇都宮高等農林学校設置 （21日公布）。
- 1922年12月15日： 校地を栃木県河内郡平石村 （現・宇都宮市） とする旨公布。
- 1923年2月14日： 宇都宮高等農林学校規程を公布。
  - 本科 （修業年限3年） に農学科・林学科・農政経済学科を設置。
- 1923年4月16日： 第1回入学式。翌17日、授業開始。
- 1923年10月： 校旗・校歌を制定。
  - 校歌は 『あしたに仰ぐ空高く』 （相馬御風 作詞、弘田龍太郎 作曲）。
- 1924年4月： 畜産実験場開設。
- 1925年6月： 桐生高工との対校戦開始。
  - 初回は野球と庭球。1934年を最後に中止。
- 1926年3月： 第1回卒業。
- 1926年秋： この頃、植物庭園ほぼ完成。
- 1928年3月： 同窓会を設立。
- 1929年3月： 「E・Pニュース事件」 発生。
  - 『農政経済学会E・Pニュース』 第3号の記事内容が事前検閲で問題とされ、没収。
  - 処分： 2教授依願退官、2教授休職。生徒 6名除籍、5名停学、6名謹慎・戒飭。最終的に、佐藤校長の辞職で決着。
- 1930年3月： 栃木県立実業教員養成所 （後の栃木青年師範学校） を併設。
  - 前身は栃木県実業補習学校教員養成所 （1922年3月創立）。県立宇都宮農校校内から移転。
- 1937年3月： 塩谷郡船生村・玉生村 （現・塩谷町） に演習林設置。
- 1940年4月： 本科に獣医学科を増設。
- 1941年4月： 本科に農業土木学科を増設。

### 宇都宮農林専門学校時代
- 1944年4月： 宇都宮農林専門学校と改称 （3月28日付 勅令第165号）。
  - 本科 （修業年限3年） に農科・林科・農業経済科・獣医畜産科・農業土木科の 5科を設置。
- 1945年4月： 本科に農芸化学科を増設。
- 1946年1月： 専修科 （農科・農業経営科） を設置。
- 1946年4月： 農業土木科の機械農場 （清原農場） を開設。
- 1947年：学校に昭和天皇の戦後巡幸[1]。
- 1948年： 大学昇格運動で黒上校長排斥の動き。
  - 黒上校長は1948年3月辞職、香川県立農専校長に転じた。
- 1948年7月： 新制宇都宮大学設置認可申請書を提出。
  - 単独での大学昇格は果たせず、宇都宮農専・栃木師範学校・栃木青年師範学校の 3校合同となった。
- 1949年5月29日： 本館、火災で焼失。
- 1949年5月31日： 新制宇都宮大学設置、農学部の母体として包括される。
  - 設置学科は、農学科・林学科・農業経済学科・畜産学科・農業土木学科・農芸化学科。
- 1951年3月： 旧制宇都宮農林専門学校、廃止。
  - 旧農専 獣医畜産科の最後の卒業生は、1951年4月設置の獣医畜産専攻科 （修業年限1年） に進学した。

## 歴代校長
- 初代： 佐藤義長 （1922年11月 - 1929年10月）
  - 元・盛岡高等農林学校校長。
- 第2代： 山縣宇之吉 （1929年10月 - 1939年8月）
- 第3代： 松岡忠一 （1939年8月 - 1942年1月）
- 第4代： 香川冬夫 （1942年1月 - 1943年4月）
- 第5代： 三浦虎夫 （1943年4月 - 1945年11月24日[2]）
- 第6代： 黒上泰治 （1945年11月24日[2] - 1948年3月）
- 校長事務取扱： 池島勝之助 （1948年3月 - 1948年8月）
- 第7代： 川口栄作 （1948年8月 - 1949年7月）
  - 新制宇都宮大学初代学長
- 第8代： 永田謙一 （1949年7月 - 1951年3月）

## 校地の変遷と継承

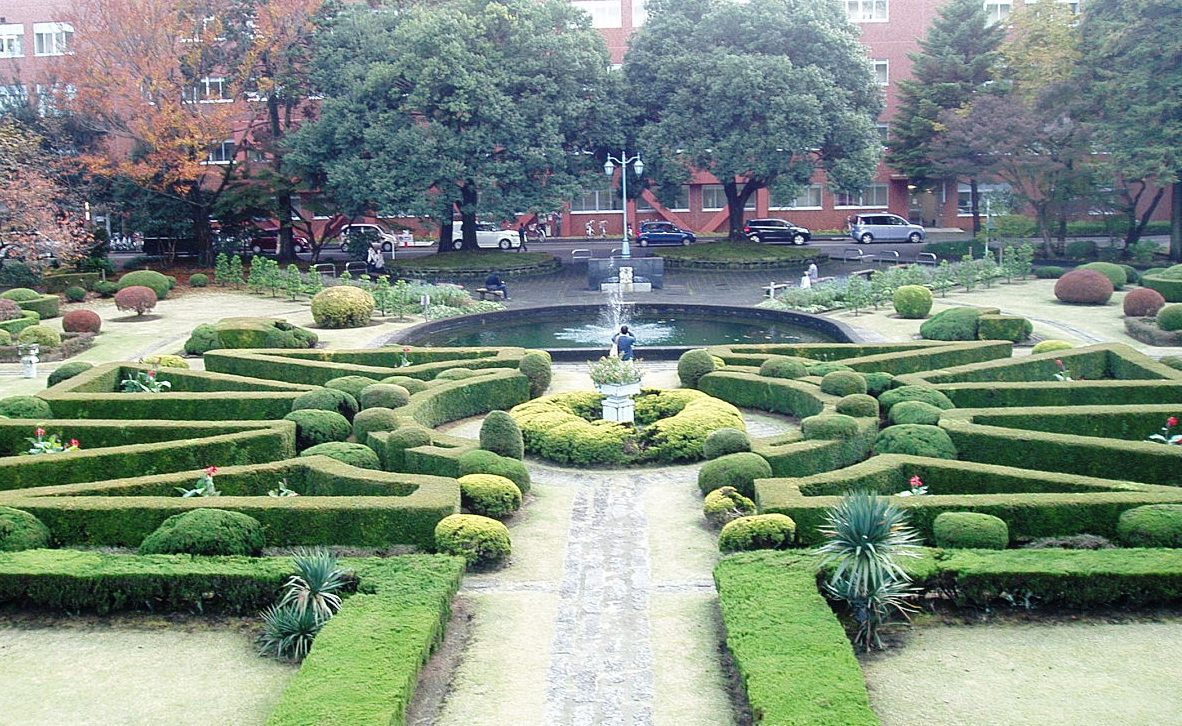
フランス式庭園

創立時から廃止まで、栃木県河内郡平石村 （現・宇都宮市峰町） の校地を使用した。同校地は後身の宇都宮大学に引き継がれ、峰キャンパスとなっている。同キャンパスには、高農時代の講堂と、西洋式植物庭園が残されている。
附属農場
新制宇都宮大学農学部の発足時、旧・農専および青師の農場は農学部附属農場として統合され、各施設は以下の通り改称された。
- 実験農場（現・峰キャンパス内） → 中央農場
- 畜産実験場（河内郡平石村） → 平石農場
- 綜合農場（河内郡薬師寺村） → 綜合農場（改称せず）
- 機械農場（芳賀郡清原村） → 清原農場
- 栃木青年師範学校農場（河内郡平石村） → 石井農場

石井農場は1959年、中央農場に統合され、跡地は学生寮用地に転用された（現 第1寮・第2寮・国際交流会館）。平石農場は1961年、清原農場に統合され、跡地は宇都宮工業短期大学に移譲された（現・陽東キャンパス）。中央農場、綜合農場、清原農場は1983年までに真岡市の新・附属農場に順次移転統合されて、現在に至っている。

## 著名な出身者
- 三治重信
- 細貝大次郎
- 草川俊
- 大衡照夫

※宇都宮大学の人物一覧を参照。

## 参考書籍
- 作道好男・作道克彦（編） 『宇都宮大学農学部六十年史』 教育文化出版教育科学研究所、1985年1月。
- 宇都宮大学大学史編纂委員会（編） 『宇都宮大学四十年史』 宇都宮大学、1990年3月。